# Carillion
Carillion war ein international tätiger, börsennotierter britischer Baukonzern und Facilitymanagementanbieter mit Sitz in Wolverhampton. Der Konzern geriet 2017 in finanzielle Schwierigkeiten und meldete am 15. Januar 2018 Insolvenz an.

## Geschichte
Carillion entstand 1999 bei der Zerschlagung der Tarmac Group. Die Geschäftsfelder Bau- und Facilitymanagement wurden ausgegliedert und ein neuer Name gewählt, um die Assoziation zu reinen Straßenbauprojekten zu verlieren. Neville Simms, bis dahin CEO von Tarmac, wurde im Juni 1999 zum Vorstandsvorsitzenden von Carillion berufen.

### Insolvenz
2017 geriet das Unternehmen in seinen Geschäftsfeldern zunehmend unter wirtschaftlichen Druck und musste im Juli eine Gewinnwarnung an seine Aktionäre ausgeben. CEO Richard Howson trat nach Bekanntgabe der Gewinnwarnung zurück und wurde durch Keith Cochrane ersetzt. Obwohl 2017 noch prestigeträchtige Aufträge akquiriert werden konnten, hatte der Konzern zum Jahresende nach Schätzungen etwa 1,5 Milliarden £ an Verbindlichkeiten angesammelt. Der Aktienkurs brach innerhalb eines Jahres von 2,30 £ auf 0,14 £ ein.
Die Verhandlungen mit den Kreditgebern Royal Bank of Scotland, Santander und HSBC scheiterten am Wochenende vor dem 15. Januar 2018 endgültig. Der Aufsichtsrat erklärte am Montag, dem 15. Januar, dass man keine Wahl habe und mit sofortiger Wirkung die Liquidation einleite.
Da der Konzern mit zahlreichen wichtigen Bauprojekten für den Staat befasst war und staatliche Stellen Carillion auch mit Facilitymanagementaufgaben betraut hatten, wurde von manchen Akteuren eine staatliche Rettung gefordert. So lieferte Carillion für fast 900 Schulen im Vereinigten Königreich das Schulessen und organisierte die Reinigung der Gebäude. Hinzu kam das Management von fast 12.000 Krankenhausbetten im staatlichen National Health Service, der Betrieb von rund 50.000 Wohnungen auf Stützpunkten des Militärs und Aufgaben beim Betrieb von Gefängnissen.
Carillion hatte den überwiegenden Teil der Arbeiten bei Aufträgen an Subunternehmer übertragen. Der Konzern hatte zudem die Frist zum Begleichen seiner Rechnungen bei kleinen Zulieferern schon im letzten Jahr auf 120 Tage festgelegt. So rechneten Beobachter beim Bekanntwerden der Zahlungsunfähigkeit mit schweren finanziellen Verlusten bei den Subunternehmen. Ein Verbändevertreter wurde mit einer Stellungnahme zitiert, dass die Subunternehmen letztlich die Masse der Verluste zu tragen hätten. Die Regierung sicherte noch am 15. Januar zu, die Subunternehmen weiter bezahlen zu wollen, die an Aufträgen arbeiteten, die Carillion vom Staat erteilt worden seien.